# Championnats de France de surf 2003
Les championnats de France de surf 2003 constituent une série de compétitions de surf qui se sont tenues du 25 octobre 2003 au début du mois de novembre suivant à l'île de La Réunion, département d'outre-mer français dans le sud-ouest de l'océan Indien. Organisés à Saint-Pierre, une commune du sud-ouest de l'île, ils se sont disputés sur le spot de la jetée du port de Saint-Pierre, près du centre-ville.